# Список умерших в 1894 году
В этой статье представлен список известных людей, умерших в 1894 году.
См. также: Категория:Умершие в 1894 году

## Январь
- 1 января — Генрих Герц (36) — немецкий физик.
- 13 января — Надежда фон Мекк (62) — русская меценатка.
- 18 января — Феофан Затворник (78) — епископ Православной Российской Церкви, богослов, публицист-проповедник; прославлен в лике святителей.
- 24 января — Александр Миддендорф (78) — основоположник мерзлотоведения, российский путешественник, географ, зоолог, ботаник и натуралист, академик и непременный секретарь Петербургской академии наук.

## Февраль
- 4 февраля — Луи Левандовский — немецкий композитор еврейского происхождения.
- 4 февраля — Адольф Сакс (79) — бельгийский изобретатель музыкальных инструментов, наиболее известный изобретением саксофона и саксгорнов.
- 12 февраля — Ганс фон Бюлов (64) — немецкий дирижёр, пианист и композитор.
- 23 февраля — Октав Петруский — польский политический и общественный деятель XIX века.
- 27 февраля — Карл Шмидт (71) — российский химик немецко-балтийского происхождения.

## Март
- 20 марта — Лайош Кошут (91) — выдающийся венгерский государственный деятель, революционер и юрист, премьер-министр и правитель-президент Венгрии в период Венгерской революции 1848—1849.
- 31 марта — Василий Надлер (53) — русский немец, историк, выпускник и профессор Харьковского Императорского университета.

## Апрель
- 5 апреля — Фридрих Вильгельм Вебер (80) — немецкий поэт.
- 13 апреля — Мэри Карандини — австралийская оперная певица английского происхождения.
- 19 апреля — Иван Шмальгаузен (45) — русский ботаник, член-корреспондент Санкт-Петербургской АН.

## Май
- 7 мая — Шарль Жак (80) — французский живописец животных, пейзажист и гравёр.
- 16 мая — Эдуард Шперк (56) — врач-венеролог.
- 20 мая — Эдмунд Йейтс (62) — английский писатель, драматург.

## Июнь
- 6 июня — Александр Хараджаев (67) — купец.
- 12 июня — Мина Караджич (65) — сербская художница и писательница.
- 13 июня — Николай Ге (63) — русский живописец-передвижник, мастер портретов, исторических и религиозных полотен.
- 16 июня — Джозеф Банкрофт (58) — английский хирург, фармаколог и паразитолог, эмигрировавший в Австралию.
- 23 июня — Владислав Чарторыйский (65) — польский политический деятель.

## Июль
- 16 июля — Алексей Челищев (57) — генерал-лейтенант, герой русско-турецкой войны 1877—1878 годов.
- 16 июля — Искендер Хойский (74) — российский военный деятель, генерал-лейтенант.
- 17 июля — Йозеф Гиртль — австрийский врач и анатом, почётный гражданин города Вены.
- 29 июля — Вильгельм Австрийский (67) — военачальник, фельдмаршал императорской и королевской армии Австро-Венгрии, эрцгерцог Австрийский, 57-й великий магистр Тевтонского ордена.

## Август
- 11 августа — Влодзимеж Высоцкий — польский поэт, фотограф-художник.
- 22 августа — Фридрих Биддер (83) — российский физиолог и анатом.

## Сентябрь
- 22 сентября — Антоний (Середонин) — архимандрит Русской православной церкви, ректор Таврической духовной семинарии.
- 29 сентября — Мир Талышинский (65) — российский военачальник, генерал-майор.

## Октябрь
- 6 октября — Александр Достоевский (37) — российский учёный-гистолог, племянник Фёдора Достоевского.
- 12 октября — Владимир Бец (60) — профессор анатомии Киевского университета Св. Владимира.
- 24 октября — Георге Таттареску — румынский художник, один из основоположников неоклассицизма в этой стране.
- 28 октября — Омельян Огоновский (61) — писатель, член-корреспондент краковской польской академии знаний.

## Ноябрь
- 1 ноября — Александр III (49) — Император Всероссийский, Царь Польский и Великий Князь Финляндский с 1881.
- 20 ноября — Антон Рубинштейн (64) — русский композитор, пианист, дирижёр, музыкальный педагог; брат пианиста Николая Рубинштейна.
- 28 ноября — Эдуар Тьерри (83) — французский театральный деятель и литератор.

## Декабрь
- 3 декабря — Роберт Льюис Стивенсон (44) — шотландский писатель и поэт, автор всемирно известных приключенческих романов и повестей, крупнейший представитель английского неоромантизма.
- 4 декабря — Платон Цытович (61) — российский военный деятель и педагог, генерал-лейтенант, учёный в области пиротехники, директор Сибирского кадетского корпуса.
- 5 декабря — Желчь — военный вождь хункпапа, один из лидеров индейцев в битве при Литтл-Бигхорн.